# Dolores (Isidre Nonell)
Dolores és un quadre de l'artista català Isidre Nonell i Monturiol que data dels anys 1902-1903 que retrata el cos sencer d'una dona gitana asseguda al taller de l'artista, amb trets visibles de marginalitat i pobresa. La peça artística actualment està exhibida al Museu Nacional d'Art de Catalunya.

## Descripció formal
La superfície pictòrica es conforma entorn la imatge d'una dona asseguda sobre una petita cadira de fusta a la cantonada d'una estança interior. La dona es troba en una posició encorbada, amb els ulls tancats, denotant una predisposició anímica passiva i absent. L'obscur color de la pell i l'intens bru dels cabells la distingeixen com a gitana, amb la part superior del cos tapada a més amb unes estovalles marrons d'aparença desgastada, element distintiu que s'observa així mateix acompanyant aquestes figures femenines en gran quantitat d'obres del pintor. La dona representada es veu aclaparada d'aquesta manera d'una fatiga tant pel que fa al caràcter com a la posició, que remet a les cariàtides del món clàssic. La malenconia i marginalitat que denota la mateixa figura es veuen encara amplificades per trobar-se a la cantonada d'una aparentment fosca estança que presenta una combinació de color marró a terra i un verd opac a les parets, sense constar cap element decoratiu a l'escena.
L'ús que fa Nonell de la il·luminació transmet la sensació d'una llum artificial tènue que accentua els volums i les siluetes de la figura, demarcant una predominança per l'ombra i el contrast d'aquestes amb situades pinzellades brillants que exalcen i donen vida als amplis camps cromàtics que genera el pintor. Hi ha present a l'obra certa sensualitat observable en el traç generós i continu que perfila el cos de la figura femenina, així com en el color aplicat amb una pinzellada espessa combinat amb petits traços vermellosos que accentuen tant les textures i la profunditat del quadre com la seva càrrega emocional. Es denota de manera marcada un concepte pessimista i despietat de l'ésser humà amb cert punt de tenebrisme, però també subjau una observació crítica al món de la marginalitat amb què Nonell demostra una gran facultat i implicació.

## Temàtica
En el moment que Nonell deixa París per segona vegada i torna a Barcelona el 1900, si es contempla el gruix de la seva producció en aquell moment, sembla haver abandonat gairebé completament el paisatge, i es dedica gairebé exclusivament a pintar figures femenines, sobretot a gitanes, emfatitzant la misèria que es podia observar en l'àmbit popular. Resulta força recurrent, doncs, la qualificació o apel·latiu que se li ha posat a vegades a Nonell referint-lo com a pintor de gitanes. Estant a París ja pintava aquestes dones d'aspecte abatut, les quals caracteritzaran entrat el segle XX a Barcelona la seva temàtica de gent miserable.

## Contextualització i història de l'obra
El quadre en qüestió pertany a una etapa molt particular del pintor, la qual va estar marcada pel retorn al seu lloc natal, Barcelona. El pintor ha tingut una gran producció i una varietat de pintures i retrats de gitana, ja que formaven part d'una cerca pròpia de la superació de l'estigma racial i social.
Encara que Isidre Nonell, influenciat també per la literatura de l'època, tingués aquesta pretensió de baixar als inferns, també cal tenir en compte que aquestes dones gitanes eren les models econòmicament més assequibles.
Sabem que Nonell va tenir en afecte d'estima aquestes gitanes que freqüentaven el taller on treballava.
La seva obra, majoritàriament a causa de la seva temàtica, va ser en nombroses ocasions criticada negativament per personalitats com Raimon Casellas. Tot i això, hi va haver un reduït nucli que aplaudia Nonell per haver-se posicionat prenent partit pels pobres i de les persones al marge de la societat, i van arribar a inspirar a voltes publicacions literàries de l'època com Les Tenebroses, de Rafael Nogueras, que reprèn el to amarg i l'actitud de denúncia de l'artista.
Lluís-Emili Bou insinua la possible influència a l'obra de l'autor d'un món tenebrós marcat per l'experiència de convivència amb el seu germà discapacitat.

## Exposicions destacades
- Exposició Nonell (amb Xiró i Bagaria), Barcelona, Sala Parés, 07-12/12/1903.
- Saló de la Société Nationale des Beaux-Arts, Paris, 1904.
- Exposició col·lectiva organitzada per la revista Forma, Barcelona, Sala Parés, 10/1904.
- Exposició general de Belles Arts, Madrid, 1906.
- Exposició de la col·lecció Plandiura, Barcelona, Galeries d'Art Modern i Antiguitats, 15/10-14/11/1915.
- Exposició d'Art, Barcelona, Palau de Belles Arts, 05/1918.